# Michael Mosley
Michael Hugh Mosley, född 22 mars 1957 i Calcutta i Indien, död 5 juni 2024 på Symi i Grekland, var en brittisk läkare, hälsorådgivare, förespråkare för 5:2-dieten samt författare och programledare. Han var programledare för BBC-serien Inside the Human Body där han undersökte de senaste rönen inom träning, kost och livshållning. Han var också grundare av 5:2-dieten.
Michael Mosley producerade TV-dokumentären Eat, fast, and live longer som visades i SVT:s Vetenskapens värld i slutet av mars 2013. I dokumentären gav sig Mosley ut på resa för att få svar på hur fasta kan förlänga livet och ge positiva effekter på de riskfaktorer som orsakar hjärt- och kärlsjukdomar, diabetes och cancer. Resultatet blev boken Fast diet, på svenska 5:2-dieten, som han skrivit tillsammans med Mimi Spencer. Boken kom ut i Storbritannien under februari 2013 och blev genast en internationell bestseller. Boken kom ut samma år på svenska. 
Den 5 juni 2024 rapporterades Mosley försvunnen efter en vandring på den grekiska ön Symi. Efter flera dagars sökande hittades han död den 9 juni.

### Översatt till svenska
- 2014 – Mosley, Michael; Spencer Mimi (2014). 5:2-dieten: friskare, smalare, längre liv med halvfasta. Översättning: Olsson Anna. Stockholm: Månpocket. Libris 15177922. ISBN 9789175033280
- 2014 – Mosley, Michael; Spencer Mimi. 5:2-dieten: friskare, smalare, längre liv med halvfasta. Månpocket. Fakta, 99-0832420-9. Översättning: Olsson Anna. Stockholm: Månpocket. Libris 15177922. ISBN 9789175033280
- 2014 – Mosley, Michael; Bee Peta. Träna 3 minuter i veckan: 5:2-guruns guide till högintensiv träning. Översättning: Olsson Anna. Stockholm: Bonnier fakta. Libris 14978738. ISBN 9789174244373
- 2016 –  Blodsockerkoll på 8 veckor: snabba resultat på både diabetes och övervikt. Översättning: Anna Olsson. Stockholm: Bonnier Fakta. Libris 19738436. ISBN 9789174246193
- 2017 –  Förbättra din tarmflora: vetenskap, tips & recept. Översättning: Anna Olsson och Sandra Medin. Stockholm: Bonnier fakta. Libris 21766414. ISBN 9789174247954
- 2020 –  Mosleys sömnskola: fyraveckorsprogram till bättre sömn och hälsa. Översättning: Andersson Catharina. [Stockholm]: Bonnier fakta. Libris z9g3b8sjwtrdl5fx. ISBN 9789178871476
- 2023 –  Mosleys 30 bästa hälsotips. Översättning: Olsson Anna. [Stockholm]: Bonnier fakta. Libris gzssdkrxds7czsg6. ISBN 9789178875863